# 윤남경
윤남경(尹男慶, 1931년~2008년 3월 19일)은 대한민국의 소설가 겸 작가, 언론인, 칼럼니스트이다. 서울특별시 출신. 대한민국의 제4대 대통령을 지낸 해위 윤보선은 큰아버지이고, 경기도지사를 지낸 활천 윤원선은 그의 삼촌이다. 이화여자대학교를 졸업하고 기자, 동아방송 PD 등을 역임했으며 소설가로 활동하였다.
남편은 공무원 전상근이고, 제1공화국 당시 공보실장을 지낸 전성천은 그의 시아주버니였다. 방송인 남궁연의 이모이다.

## 생애
1931년 중추원 의관 윤치소의 아들인 윤완선(尹浣善)과 이순정의 딸로 태어났다. 윤완선은 윤보선의 친동생이고, 윤원선의 형이며 윤치호의 5촌 조카였다.
그는 경기여자고등학교를 거쳐 이화여자대학교 영문학과로 진학하였다. 이대 4학년 재학 중 이대 계몽대대표 좌담회에 참여 하였으며, 이후 시사, 계몽 강연회의 연사로도 활동하였다. 1953년 이화여자대학교 영문학과를 졸업하였으며, 한때 신학 대학에서 1년간 강의를 듣기도 했다.
소설 5급 공무원이 월간문학 제8회 신인상에 당선되어 등단하였으며, 1954년 코리아 타임즈 기자, 이후 동아방송 프로듀서 등을 역임했다. 한국문인협회와 한국기독여성문인회의 회원이었고, 그밖에 잡지 활동, 언론 활동 및 경향신문의 필진, 1970년대 이후 월간문학, 매일경제 등의 칼럼니스트로도 활동하였다.
작품활동과 동시에 1976년 9월 1일부터는 생명의 전화의 상담역으로도 활동하였다. 1992년 3월에는 이화여자대학교 동창문인회 정기총회에서 제5대 회장으로 선출되기도 하였다. 작품으로는 창작집 산수 인생, 월방 마님, 서울의 사마리아인, 단편 콩트집 새벽을 여는 손 등이 있다.
남편 전상근은 경제기획원 기술관리국장, 국립과학관장, 과학기술처 종합상황실장을 역임하였다. 방송인 남궁연은 이종 조카이다. 2008년 3월 19일 서울특별시 서울대학교 병원에서 노환으로 별세하였다. 향년 77세

## 작품
- 5급 공무원
- 산수 인생
- 목마른 생명수
- 사모가 되기까지
- 월방 마님
- 목욕탕과 소녀 (1977)
- 그림자 없는 태양
- 그늘에서 익는 열매들 (1979)
- 돌아온 아들 (1979)
- 하와의 웃음 (1979)
- 미친 여자 (1979)
- 하나님의 가슴 (1983)
- 서울의 사마리아인 (1984)
- 단편 콩드집, 새벽을 여는 손 (1984)
- 윤보선 전대통령 약전

## 가족 관계
- 할아버지: 윤치소(尹致昭, 호는 동야(東野), 1871년 8월 25일 ~ 1944년 2월 20일)
- 할머니: 이범숙 (李範淑, 호는 명사(明師), 본관은 전주, 1876년 ~ 1969년 6월 18일, 교회 권사이기도 했다.)
- 아버지: 윤완선(尹浣善, 1901년 2월 18일 - 1970년 5월 23일)
- 어머니: 이순정(? - 1998년 7월 20일)
  - 언니: 윤연경(尹演慶, 이화여자대학교 음대 학장, 오페라위원회 위원장 역임)
  - 동생: 윤정구
  - 동생: 윤상경(남궁연의 어머니)
  - 동생: 윤혜구
- 남편: 전상근(全相根, 1927년 10월 18일 - ), 과학기술처 종합상황실장, 삼전복지재단 이사장 역임
  - 아들 : 전재익[4], 엘시종합건설 대표[4]
  - 며느리 : 남순임
  - 딸 : 전명혜(全明惠, 1958년[5] - )

- 시아버지 : 전옥영
- 시어머니 : 김남이

## 기타
독립운동가 겸 정치인 윤치호는 재종조부였고, 화가 윤완희(尹完嬉, 독립운동가 신규식의 며느리), 서울대 고려대 인하대 교수를 지낸 법조인 남흥우(南興祐)의 처 윤완구는 그의 사촌 언니들이었다. 방송인 윤인구는 6촌 동생이 된다.
제1공화국 후반의 공보실장이며 CBS 기독교방송국 사장을 지낸 전성천은 남편 전상근의 형이었다.

## 같이 보기
| - 동아방송 - 코리아 타임즈 - 전상근 - 남궁 연 - 윤보선 - 윤원선 - 윤치호 - 윤치영 - 이준용 - 윤인구 - 전성천 | - 윤창구 - 윤경남 - 남궁식 - 신규식 - 민필호 - 김준엽 - 이승만 - 남궁억 |